# Malé Všelisy
Malé Všelisy (en allemand : Klein Wschelis) est un village qui fait partie de la commune de Velké Všelisy, dans le district de Mladá Boleslav, région de Bohême-Centrale, en République tchèque.

## Géographie
Malé Všelisy se trouve à 1 km au nord-nord-est du centre de Velké Všelisy, à 11 km à l'ouest-sud-ouest de Mladá Boleslav et à 41 km au nord-est de Prague.

## Histoire
La première mention écrite du village remonte à 1180, lorsque le duc tchèque Bedřich donna le village en cadeau à l’évêque de Prague Veliš. Le village était destiné à fournir l’alimentation aux prêtres et aux moines siégeant à Hradčany, Vyšehrad et Stará Boleslav. Une autre mention daté de 1338 où Všelisy fut en possession du chapitre de Stará Boleslav.
Au XVIe siècle le village fut divisé en deux parties : Velké Všelisy (Grand Všelisy) et Malé Všelisy (Petit Všelisy).
Le village de Malé Všelisy eut deux autres noms utilisés à l’époque : Všelisky (ce qui veut dire quelque chose comme « petit Všelisy ») ou Pražské Všelisky (parce que le village fut lié directement avec Prague et « pražský » ou, dans ce cas, « pražské » est un adjectif relatif à Prague).

## Administration
Malé Všelisy est un des quatre quartiers (en tchèque : část obce) qui composent la commune de Velké Všelisy.